# الجو (قرية)
قرية الجو، من المواقع الأثرية الواقعة شمال قرى الفرعات بوادي الدواسر التابعة لمنطقة الرياض وتتكون من تلال أثرية عالية الارتفاع تدل على بقايا الأحجار والملتقطات السطحية من كسر فخار وحجر صابوني كما تحيط الرمال من جميع الجوانب بالمواقع مما يدل أنه قد هجر منذ فترة طويلة من الوقت.

## موقع قرية الجو
تقع قرية «الجو الأثرية» شمال غرب وادي الدواسر وتحديداً شمال الفرعة بحوالي كيلين ويعرف الموقع محلياً باسم (الملقطة)، حيث ذكر الدكتور عبد العزيز الغزي أن الموقع يتكون من عدد من التلال الأثرية العالية الارتفاع، والتي تدل عليها بقايا الأحجار والملتقطات السطحية من كسر فخار وحجر صابوني، وتحيط الرمال بالموقع من كل جانب مما يدل على أنه هجر منذ وقت بعيد ويعتبر هذا الموقع من أغنى مواقع وادي الدواسر بالآثار القديمة، ومن المؤكد أن هذا الموقع يسبق ظهور الإسلام.

## آثار قرية الجو
- في عام 1360هـ ذكر أحد مواطني وادي الدواسر بأنه خرج ومعهُ نفر لهذه القرية، وقد حفروا في أرضها فوجدوا آثار بشرية، وبقايا حلي لونه أصفر، كما عثروا على نواء أسود، وأديم شاة في حجرة مشابهة للمطبخ؛ فكان فيها عظام وخرز وأسوار، وعلامات جدران
- في عام 1405هـ عثر أحد شباب المنطقة على خرز وخواتم، وقطع من الفخار والأحجار، وقدمه مباشرة إلى إدارة التعليم بوادي الدواسر بقسم الآثار، حيث تمت الكتابة عنها لإدارة الآثار بوازة المعارف.[4]

## انظر ايضاً
- وادي الدواسر
- قرية الفاو

## وصلات خارجية
- وادي الدواسر مواقع أثرية ومقومات سياحية.
- قرى وادي الدواسر الأثرية شاهدة على الحضارات السابقة.